# Hugues Obry
Hugues Obry (Enghien-les-Bains, 19 de mayo de 1973) es un deportista francés que compitió en esgrima, especialista en la modalidad de espada.
Participó en dos Juegos Olímpicos de Verano, obteniendo en total tres medallas, dos de plata en Sídney 2000, en las pruebas individual y por equipos (junto con Jean-François Di Martino y Éric Srecki), y oro en Atenas 2004, por equipos (con Éric Boisse, Fabrice Jeannet y Jérôme Jeannet).
Ganó seis medallas en el Campeonato Mundial de Esgrima entre los años 1995 y 2002, y cinco medallas en el Campeonato Europeo de Esgrima entre los años 1998 y 2003.

## Palmarés internacional
| Juegos Olímpicos   | Juegos Olímpicos          | Juegos Olímpicos  | Juegos Olímpicos   |
| Año                | Lugar                     | Medalla           | Prueba             |
| ------------------ | ------------------------- | ----------------- | ------------------ |
| 2000               | Sídney (Australia)        | Medalla de plata  | Espada individual  |
| 2000               | Sídney (Australia)        | Medalla de plata  | Espada por equipos |
| 2004               | Atenas (Grecia)           | Medalla de oro    | Espada por equipos |
| Campeonato Mundial |                           |                   |                    |
| Año                | Lugar                     | Medalla           | Prueba             |
| 1995               | La Haya (Países Bajos)    | Medalla de plata  | Espada por equipos |
| 1998               | La Chaux-de-Fonds (Suiza) | Medalla de oro    | Espada individual  |
| 1998               | La Chaux-de-Fonds (Suiza) | Medalla de plata  | Espada por equipos |
| 1999               | Seúl (Corea del Sur)      | Medalla de oro    | Espada por equipos |
| 2001               | Nimes (Francia)           | Medalla de bronce | Espada por equipos |
| 2002               | Lisboa (Portugal)         | Medalla de oro    | Espada por equipos |
| Campeonato Europeo |                           |                   |                    |
| Año                | Lugar                     | Medalla           | Prueba             |
| 1998               | Plovdiv (Bulgaria)        | Medalla de oro    | Espada individual  |
| 1998               | Plovdiv (Bulgaria)        | Medalla de plata  | Espada por equipos |
| 1999               | Bolzano (Italia)          | Medalla de plata  | Espada por equipos |
| 2003               | Bourges (Francia)         | Medalla de oro    | Espada por equipos |
| 2003               | Bourges (Francia)         | Medalla de bronce | Espada individual  |